# ヒメウミガメ
ヒメウミガメ（姫海亀、学名：Lepidochelys olivacea）は、カメ目ウミガメ科ヒメウミガメ属に分類されるカメ。別名オリーブヒメウミガメ。

## 分布
インド洋、大西洋、太平洋。
大規模な産卵地としてはインド北東部（ガヒルマータ）、コスタリカの太平洋岸（オスティオナル、ナンチーテ）、メキシコの太平洋岸（ラ・エスコビージャ）があり、ガイアナ、スリナム、マレーシア、パプアニューギニア、アンダマン諸島、仏領ギアナなどでも産卵する。

## 形態
甲長メス50 - 70センチメートル。体重メス33 - 45キログラム。オスよりもメスの方が大型になる。椎甲板は5枚以上だが、7枚以上ある個体が多い。肋甲板は左右に6 - 9枚ずつあり、左右非対称な個体も多い。体色は灰黄褐色。

## 分類
19 - 20世紀にかけてインド洋や太平洋では、本種とアカウミガメが混同されることが多かった。日本でも1967年まで本種が日本で産卵すると考えられ、L. olivaceaの和名がアカウミガメとされていた（現在のアカウミガメCaretta carettaを指す和名としてオオアカウミガメを用いる説もあった）。調査から日本で実際に産卵しアカウミガメと呼称・飼育されていたのは、本種ではなくC. carettaであることが判明し、C. carettaの和名がアカウミガメとなった。本種は新潟県寺泊や福岡県志賀島で標本が採集された例はあるものの、日本近海に迷行しても産卵はしないと結論づけられた。それに伴いウミガメ科でも小型種であることから、本種の和名がヒメウミガメに変更された。

## 生態
熱帯の海洋に生息する。
食性は動物食で、主にカニ・エビ・ヤドカリなどの甲殻類、貝類などの軟体動物などを食べる。
繁殖様式は卵生。インドでは1 - 3月、スリナムでは5 - 8月、コスタリカ・メキシコでは6 - 12月の昼間に、集団で産卵（アリバダ）する。最大の繁殖地であるガヒルマータでは、1999年に5か所で計710,000頭がアリバダを行った。コスタリカやメキシコでは1回に105個の卵を、2 - 3回に分けて産む。

## 人間との関係
卵が食用とされることもあり、皮も利用されることがある。
皮革用の乱獲により、生息数が減少した。皮革用の採集はウミガメ科が科単位でワシントン条約附属書Iに掲載されてから減少しているが、食用の採集、刺し網やトロール網による混獲によっても生息数が減少していると考えられている。海岸開発による営巣地の破壊、地球温暖化による性差の偏り、野生化したイヌやブタによる卵の捕食、および繁殖成功率が減少した中での感染症などによる影響も懸念されている。メキシコのハリスコ州では1960年代は20,000 - 30,000頭がアリバダを行っていたが、個体数減少に伴いアリバダは見られなくなった。スリナムと仏領ギアナの国境付近では1965年には1日で500回以上の産卵が行われていたが、1975年には最大40回まで産卵数が減少した。1975年のワシントン条約発効時にはワシントン条約附属書II、1977年に（1981年からはウミガメ科単位で）ワシントン条約附属書Iに掲載されている。

## 画像

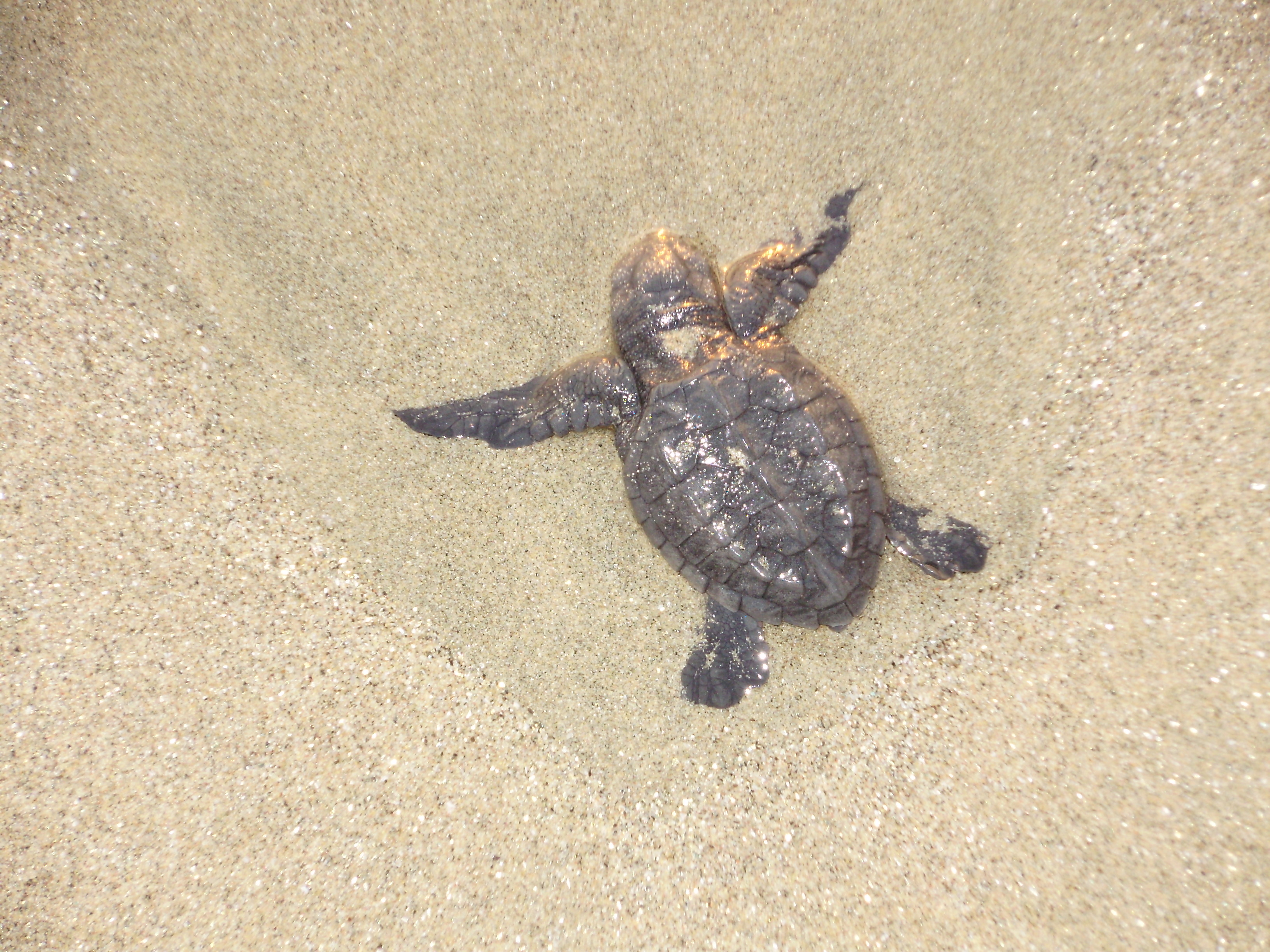
幼体
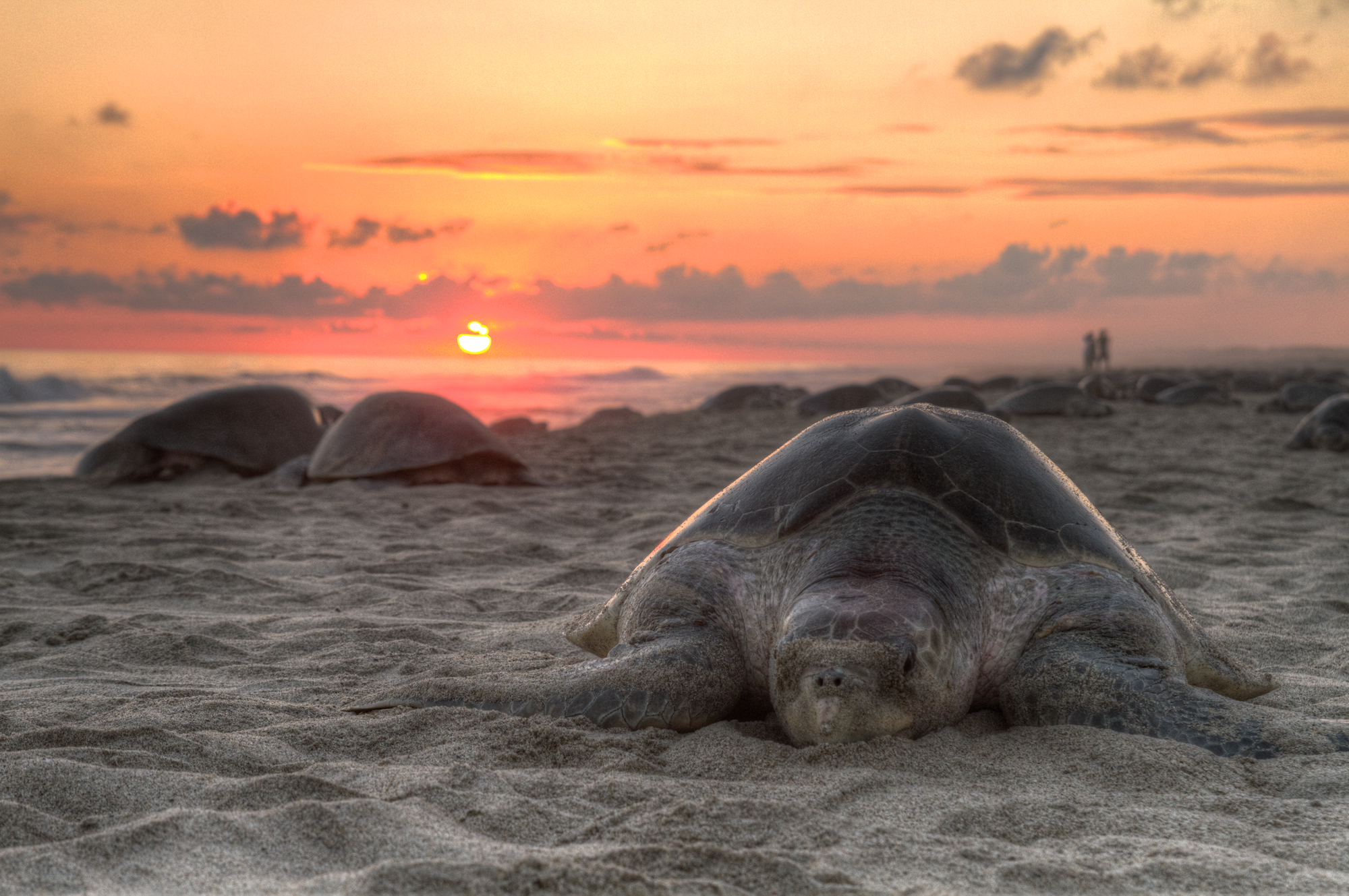
集団産卵（アリバダ）
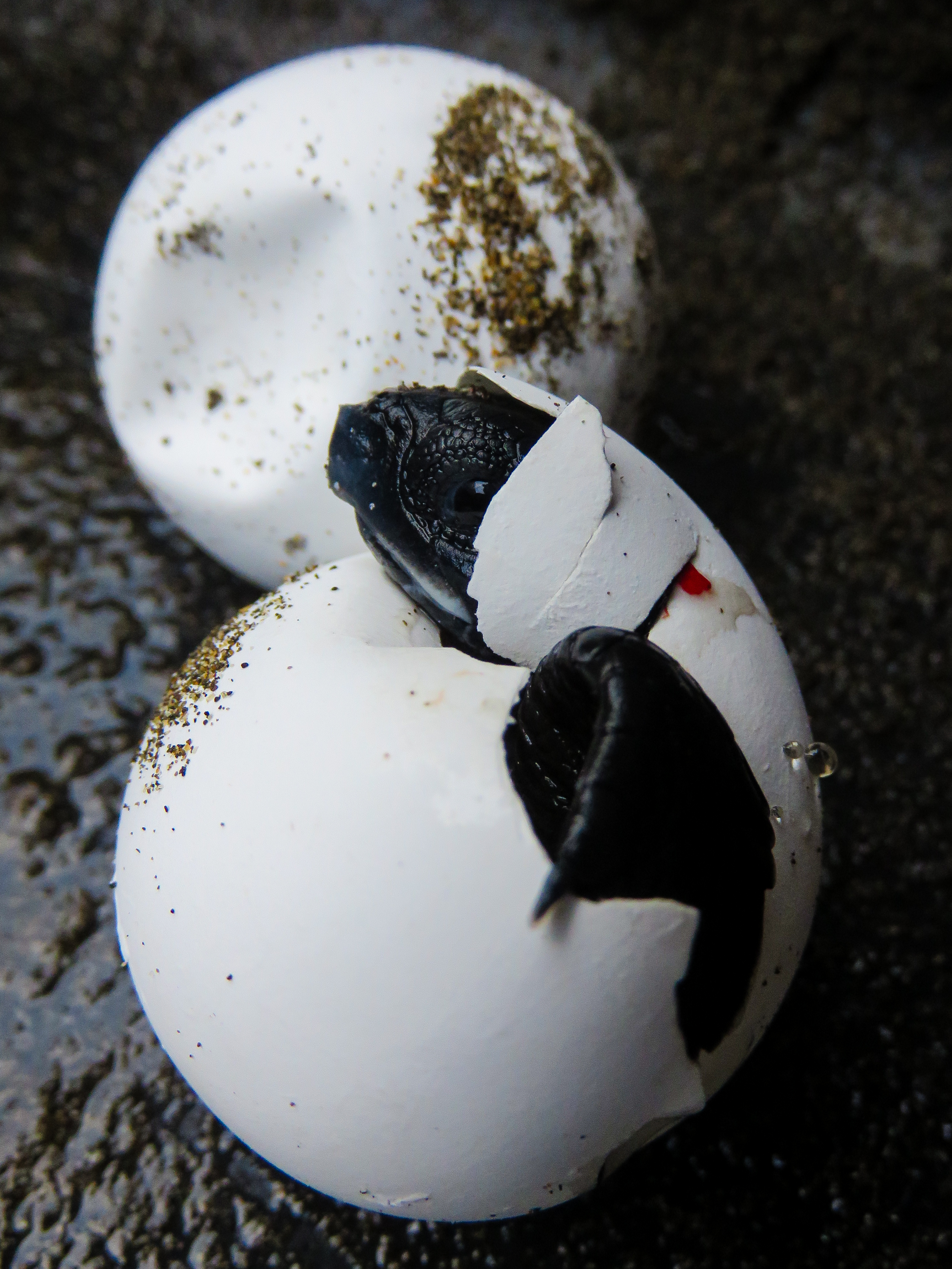
孵化直後の幼体
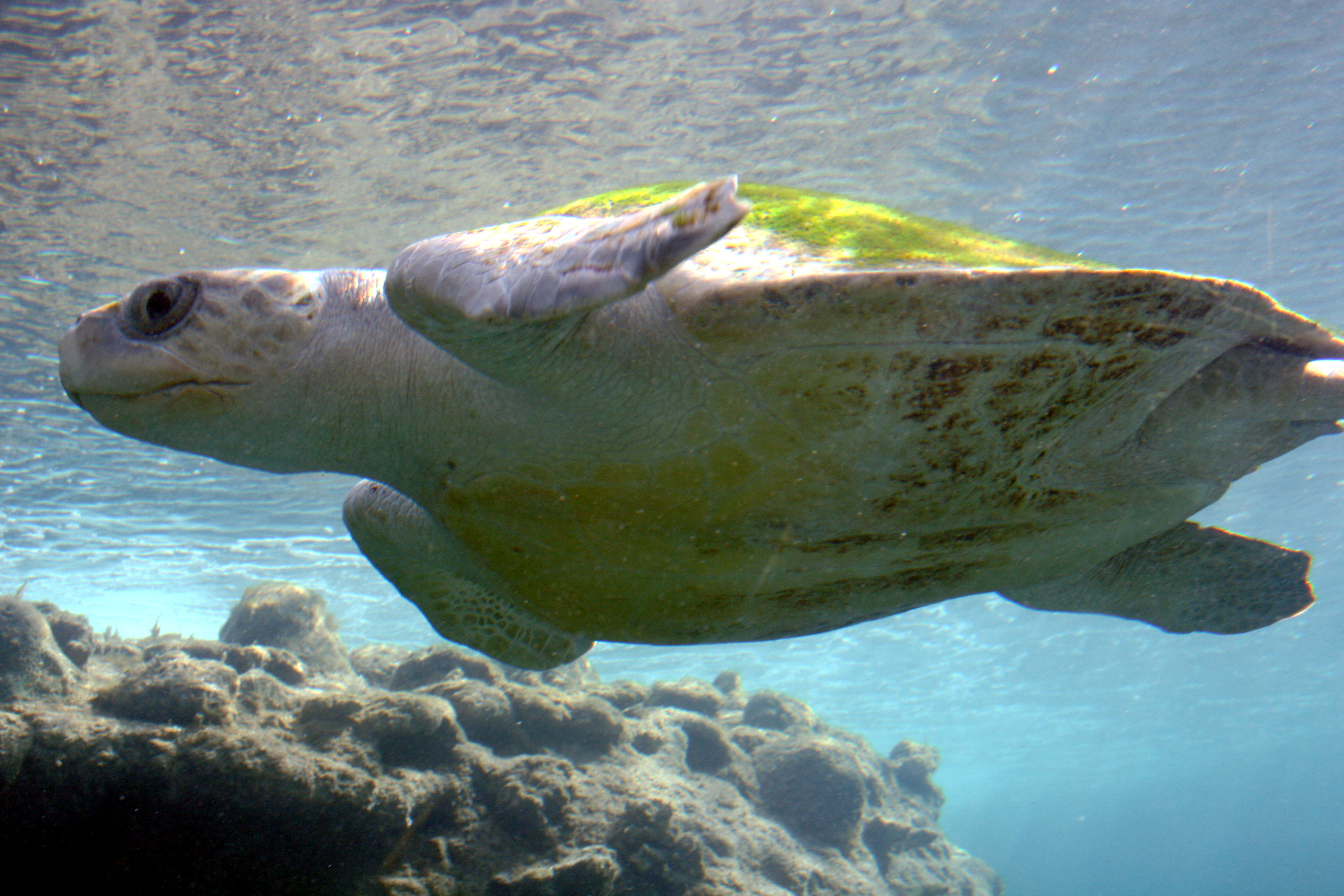
遊泳中の個体

## アリバダ
ヒメウミガメ（オリーブヒメウミガメ）とケンプヒメウミガメは、大群で上陸し産卵をする「アリバダ」 (arribada) という現象を起こすことがある。他の種類のウミガメはアリバダは起こさない。アリバダは、主に雨季に、のべ数千から百万頭以上ものヒメウミガメが数日から十日以上の間に一斉に上陸し産卵をする自然現象で日中にまで上陸と産卵が続くことがある。その時には雌ガメが砂浜をおおいつくし、他の雌ガメが産卵した卵を掘り返してしまうこともある。
アリバダが起こるのは、世界でも、メキシコで二ヶ所、コスタリカで二ヶ所、ニカラグアで二ヶ所、パナマとインドで一箇所ずつの計八箇所の海岸だけである。メキシコのランチョ・ヌエボ (Rancho Nuevo) では初期のアリバダ研究が行われた。また、コスタリカの太平洋岸のオスティオナルでは大規模なアリバダが起こることで知られるとともに、地域組織によるウミガメの卵の計画的な採集と販売が行われ、その収益をウミガメの保護と海浜の保全活動の予算とする保全プロジェクトが行われている。
アリバダが起こる理由は、一斉産卵で一度に大量の子ガメを孵化させることにより子ガメの生存率を高める戦略だといわれる。子ガメには孵化直後からクロコンドルやカモメ、グンカンドリといった海鳥や大型魚などに捕食される危険がある。そのため生き残り成体となる個体はごくわずかである。
アリバダの語源はスペイン語の"arribar（到着する）"である。